# Alb (flod)
Alb er en flod i den tyske delstat Baden-Württemberg, og en af Rhinens bifloder fra højre med en længde på 45 km. Den har sit udspring syd for Bad Herrenalb og løber gennem Ettlingen, Marxzell og Waldbronn, før den munder ud i Rhinen ved Karlsruhe
49°04′44″N 8°20′28″Ø / 49.0789°N 8.3412°Ø